# UFC 38
UFC 38: Brawl at the Hall fue un evento de artes marciales mixtas celebrado por Ultimate Fighting Championship el 13 de julio de 2002 en el Royal Albert Hall, en Londres, Reino Unido.

## Historia
Este fue el primer evento de UFC que se celebró en el Reino Unido y el primer evento que se realizó fuera de los Estados Unidos desde UFC 29, que tuvo lugar en Japón. La tarjeta fue encabezada por una pelea de campeonato welter entre el campeón de UFC Matt Hughes y el excampeón Carlos Newton.

## Resultados

### Tarjeta preliminar
- Peso semipesado: Evan Tanner vs. Chris Haseman

Tanner derrotó a Haseman vía decisión unánime.
- Peso semipesado: Renato Sobral vs. Elvis Sinosic

Sobral derrotó a Sinosic vía decisión unánime.

### Tarjeta principal
- Peso semipesado: Phillip Miller vs. James Zikic

Miller derrotó a Zikic vía decisión unánime.
- Peso ligero: Genki Sudo vs. Leigh Remedios

Sudo derrotó a Remedios vía sumisión (rear naked choke) en el 1:38 de la 2ª ronda.
- Peso medio: Mark Weir vs. Eugene Jackson

Weir derrotó a Jackson vía KO (golpe) en el 0:10 de la 1ª ronda.
- Peso pesado: Ian Freeman vs. Frank Mir

Freeman derrotó a Mir vía TKO (golpes) en el 4:35 de la 1ª ronda.
- Campeonato de Peso Wélter: Matt Hughes (c) vs. Carlos Newton

Hughes derrotó a Newton vía TKO (golpes) en el 3:27 de la 4ª ronda para retener el Campeonato de Peso Wélter de UFC.